# Sciomyza lucida
Sciomyza lucida är en tvåvingeart som först beskrevs av Friedrich Georg Hendel 1902.  Sciomyza lucida ingår i släktet Sciomyza och familjen kärrflugor. Inga underarter finns listade i Catalogue of Life.